# Congolese bonte tok
De Congolese bonte tok (Lophoceros fasciatus synoniem: Tockus fasciatus) is een neushoornvogel die voorkomt in Afrika. De vogel werd in 1812 door de Britse natuuronderzoeker George Shaw geldig beschreven. De nauw verwante West-Afrikaanse bonte tok  (L. semifasciatus) werd vroeger wel als ondersoort beschouwd omdat de beide soorten hybridiseren in Nigeria.

## Herkenning
De vogel is gemiddeld 50 cm lang en weegt 191 tot 316 gram, de vrouwtjes zijn gemiddeld 60 gram lichter. Het is een vrij kleine neushoornvogel die van boven glanzend zwart is en met een witte buik. Het mannetje heeft rond het oog en bij de keel een donkerblauw gekleurd stuk naakte huid. Bij het vrouwtje is de naakte huid bij de keel rood gekleurd. Het mannetje heeft witte buitenste staartpennen, een bleekgele snavel met een rode punt en zwarte lijnen langs de snavelrand. De snavel van het vrouwtje is iets kleiner en heeft een donkere punt.

## Voortplanting
Bonte tokken zijn holenbroeders. Het nest, dat bestaat uit allerhande plantaardig materiaal, wordt gemaakt in een holte in een boom. De ingang van het nest wordt vrijwel helemaal dichtgemetseld, zodat er alleen een smalle spleet overblijft. Het vrouwtje blijft op het nest, terwijl het mannetje haar voedsel brengt.

## Verspreidingsgebied, leefgebied en leefwijze
De Congolese bonte tok komt voor van zuidoostelijk Nigeria tot noordelijk Angola en Oeganda. Het is oorspronkelijk een vogel van regenwoud maar past zich goed aan in secundair bos, riviergeleidend bos, aangeplant bos en steeds vaker ook oliepalmplantages en bosrijk agrarisch landschap in laagland en tot 900 m boven de zeespiegel. Hij voedt zich met zowel fruit en vruchten als met insecten en kleine gewervelde dieren zoals boomkikkers, hagedissen, vleermuizen en nestjongen van vogels.

## Status
De grootte van de populatie is niet gekwantificeerd. Over trends in het aantalsverloop is niets bekend. De soort is algemeen en plaatselijk zelfs zeer algemeen. Om deze redenen staat de vogel als niet bedreigd op de Rode Lijst van de IUCN.